# Kuppenahalli, Sidlaghatta
Kuppenahalli là một làng thuộc tehsil Sidlaghatta, huyện Chikkaballapur, bang Karnataka, Ấn Độ.